# پورکرزدورف
پورکرزدورف (به آلمانی: Purkersdorf) یک شهر و شهرک با حقوق شهرک و روستای سابق در اتریش است که در ناحیه وین-اومگه‌بونگ واقع شده‌است. پورکرزدورف ۳۰٫۲۴ کیلومتر مربع مساحت دارد ۲۴۸ متر بالاتر از سطح دریا واقع شده‌است.

## خواهرخوانده
شهرهای باد زکینگین، ساناری-سیور-مر و گوستلینگ آندر ایبس خواهرخوانده‌های پورکرزدورف هستند.